# Manuel María del Valle y Cárdenas
Manuel Maria del Valle y Cárdenas (Granada, 13 de juliol de 1840 - Madrid, 8 de maig de 1914) fou un historiador espanyol.

## Biografia
En 1858 va estudiar Dret i Filosofia i Lletres a la Universitat Central de Madrid i en 1862 va ser nomenat professor auxiliar d'aquest universitat, on el 1874 fou nomenat catedràtic de geografia històrica en 1874. En 1880 va passar a impartir la d'història universal fins que el 1910 va obtenir la de sociologia.
Va ser soci fundador de la Societat Geogràfica de Madrid, col·labprà en el seu Boletín, i secretari de la secció de literatura de l'Ateneo de Madrid. Fou elegit diputat del Partit Liberal Fusionista pel districte de Villarcayo (província de Burgos) a les eleccions generals espanyoles de 1881 i 1886. i senador per la província de Lleida en les legislatures 1894-1895, 1898-1899, 1901, 1902. També fou Conseller d'Instrucció Pública en 1898. En morir va llegar una important col·lecció de llibres a la Universitat de Madrid. En 1895 fou designat acadèmic de la Reial Acadèmia de la Història, però no va ocupar la plaça degut a problemes de salut, raó per la qual el 1913 fou declarada vacant. També fou acadèmic de la Reial Acadèmia de Jurisprudència i Legislació.

## Obres
- Estudios científicos y Literarios (1914).